# 追浜高校バドミントン部生徒死亡事件
追浜高校バドミントン部生徒死亡事件（おっぱまこうこうバドミントンぶせいとしぼうじけん）は、日本の高等学校で起きた事件。

## 概要

### 事件の発生
2013年2月に神奈川県立追浜高等学校のバドミントン部の練習中に男子生徒が突然倒れて、何かふらふらすると言って意識を失った。それから顧問の教諭はあおむけにして約5分後に救急車を呼んで、救急車が到着するまでの約23分間に自動体外式除細動器を使用するなどの措置をとっていた。しかし、救急車が到着したときには既に心肺停止となっており、病院に搬送されたものの約1ヵ月半後に死亡した。

### 事件から
2014年4月1日に死亡した生徒の両親は、生徒が死亡したのは高校の顧問の教諭が適切な措置をとらなかったためであるとして、神奈川県に慰謝料などの損害賠償を求める訴訟を横浜地方裁判所に起こした。死亡した生徒の両親は、あの時に自動体外式除細動器を使用したり、人工呼吸や心臓マッサージなどをしていれば救命できたと主張する。安全配慮義務に反する過失があったとして、国家賠償法に基づき神奈川県に損害賠償を求める。
2014年12月26日に横浜地方裁判所で行われていた訴訟の和解が成立した。神奈川県は解決金を支払うと共に、全ての県立学校で心肺蘇生法などの効果的な研修や講習を行うこととした。父親は行われる講習で1人でも多くの命が救われればと述べる。今後は神奈川県立高校では全ての教職員を対象に年1回の研修を実施することとなった。神奈川県知事は救命の可能性を下げたとして父親に遺憾の意を示した。
この追浜高校の生徒が死亡した事件の再発を防止することからも、2015年4月から神奈川県では全ての職員が自動体外式除細動器の講習を受講することとなった。災害時や急病人がが発生した際には神奈川県の施設や庁舎などでは的確な応急措置ができるようにする。このことから既に講習を受けている県立学校教員と警察官の他に約11,700人の職員が講習を受講することとなった。神奈川県の職員はこれまでも自動体外式除細動器の講習を受けてきたが、2015年度に受講することとなる職員の人数は2014年度に受講してきた職員の約10倍になる。